# New South China Mall

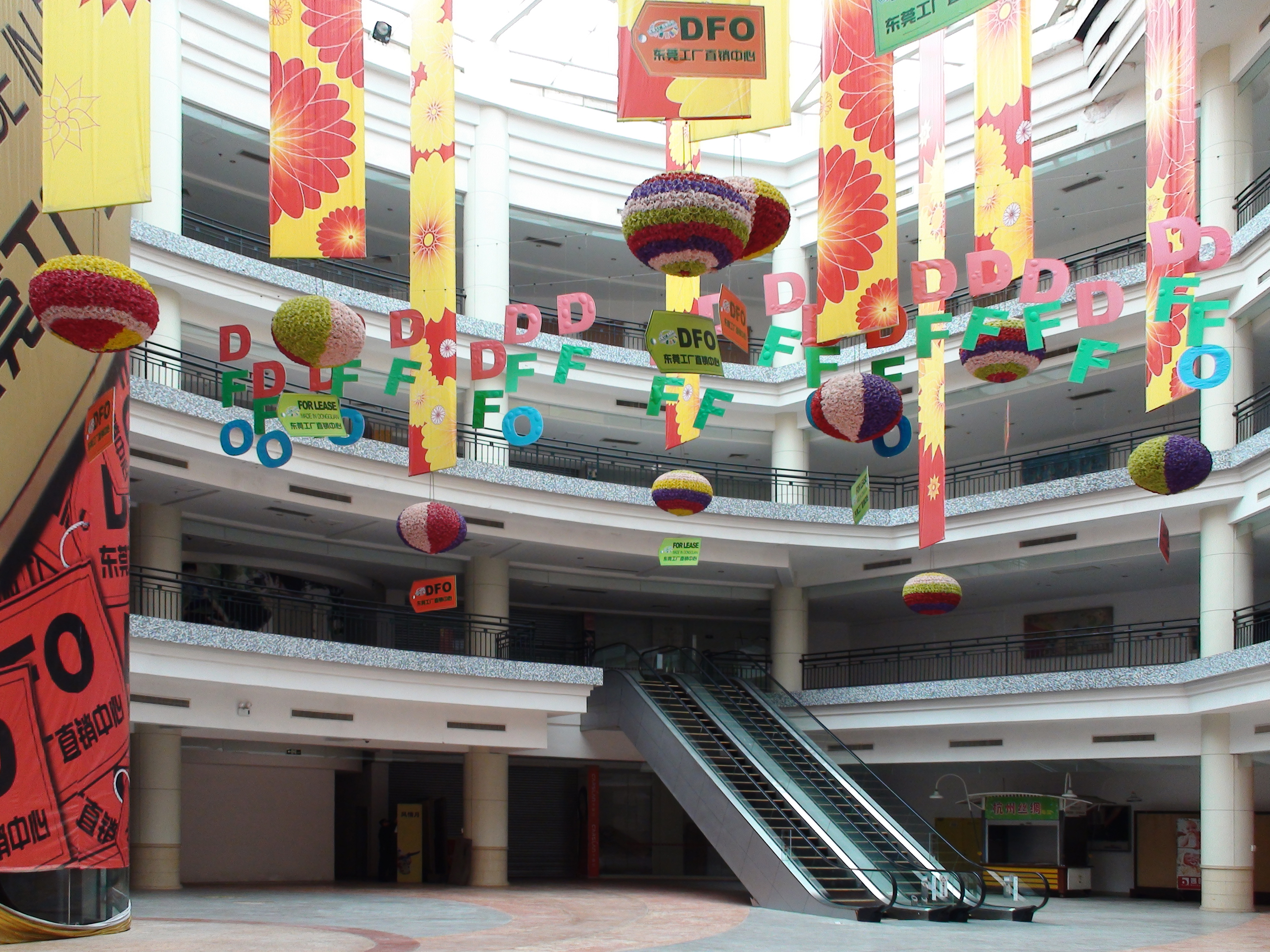
Interieur van New South China Mall

New South China Mall (新华南) in Dongguan in China is het op een na grootste winkelcentrum ter wereld, na de Dubai Mall.

## Achtergrond
Het winkelcentrum heeft een oppervlakte van 890.000 m², waarvan 660.000 m² bestaat uit winkelpanden en andere verkoopvloeren. Het winkelcentrum werd geopend in 2005. In 2007 werd de naam gewijzigd in "New South China Mall, Living City".
Het winkelcentrum is onderverdeeld in zeven zones, elk gemodelleerd naar een stad of regio, te weten Amsterdam, Parijs, Rome, Venetië, Egypte, de Caraïben en Californië. Er zijn behalve winkels ook een achtbaan en kopieën van bekende bouwwerken als de Arc de Triomphe. De kosten voor de bouw bedragen circa 1,1 miljard euro. De eigenaar is Dongguan Sanyuan Yinghui Investment & Development.
Het winkelcentrum heeft echter te kampen met grote leegstand. Dit komt deels door de locatie. Het winkelcentrum ligt in een buitenwijk van Dongguan, waardoor men er eigenlijk alleen per auto of bus kan komen. Er zijn geen snelwegen nabij het winkelcentrum.